# Trametes decussata
Trametes decussata är en svampart som beskrevs av Pat. 1906. Trametes decussata ingår i släktet Trametes och familjen Polyporaceae.   Inga underarter finns listade i Catalogue of Life.